# Asplenium escaleroense
Asplenium escaleroense är en svartbräkenväxtart som beskrevs av Christ. Asplenium escaleroense ingår i släktet Asplenium och familjen Aspleniaceae. Inga underarter finns listade.